# هیوستون دش

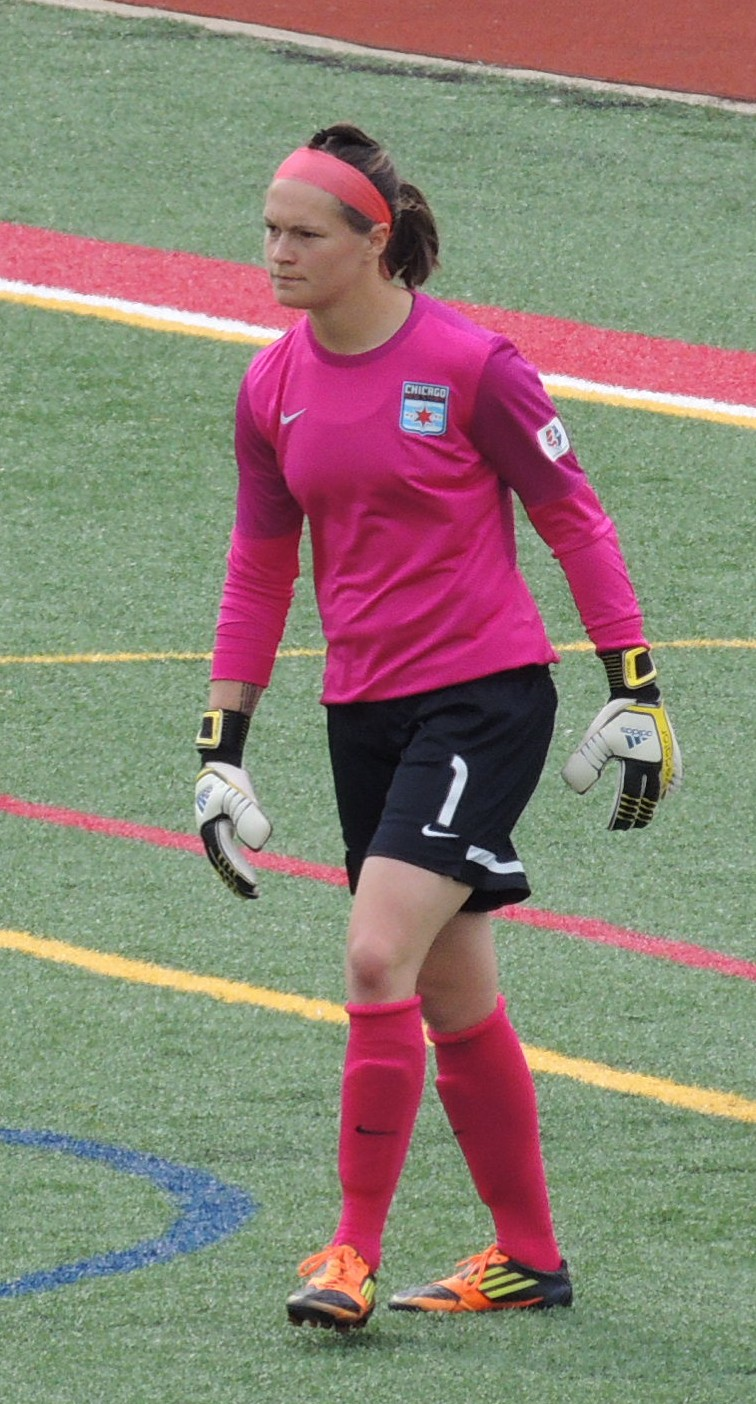
Erin McLeod

هیوستون دش (به انگلیسی: Houston Dash) یکی از باشگاه‌های حرفه‌ای فوتبال زنان در آمریکا است.
این تیم واقع در شهر هیوستون بوده و یکی از اعضای لیگ ملی فوتبال زنان در آمریکا است.